# Tejas
A Tejas (dévanágari írással: तेजस्, kiejtéseⓘ, szanszkritul ragyogó; tervezése idején LCA, Light Combat Aircraft, azaz könnyű harci repülőgép) egyhajtóműves, könnyű vadászrepülőgép, melyet Indiában terveznek rendszerbe állítani a közeljövőben.
A repülőgép fejlesztése a tervezettnél lényegesen lassabban halad, a 2010-es hadrendbe állítás az eredetileg tervezett időponthoz képest majdnem 15 év késést jelent, és a repülőgép több alrendszerének fejlesztése olyan késésben van, hogy az első gyártási sorozatokban azokat nem lehet felhasználni. Kaveri elnevezésű hajtóművének fejlesztése a tervezettnél lényegesen lassabban halad, ezért az első sorozatot amerikai F404 típusú hajtóművel tervezik gyártani. A szintén helyi fejlesztésű rádiólokátor az első szériában izraeli ELTA EL/M–2052 lesz, és a berepülési program felgyorsításában egy később kiválasztandó európai cég is segíteni fog.